# 真理の対応説
真理の対応説（しんりのたいおうせつ、英語: correspondence theory of truth）は、真理の整合説と対になる真理論（truth theory）の立場。命題の真偽は、その命題がどのように世界と関連し、その世界を精確に記述する（つまり、対応する）かどうかによってのみ決定されると述べる。 
真理の対応説は、真なる信念と真の命題は、現実の事態と対応していると主張する。この種の理論は、思考や命題と事物や事実との間の関係を提示しようと試みる。

## 歴史
真理の対応説は、プラトンやアリストテレスといった古代ギリシャの哲学者にまで遡ることのできる、伝統的なモデルである。伝統的なモデルとしての対応説は、表象の真理や虚偽はそれが現実にどのように関連するかのみによって、すなわち、表象が実際に現実を記述しているかどうかによって決定されるとした。アリストテレスが『形而上学』で主張しているように、「そうでないことをそうであるということ、そしてそうであることをそうでないということは、偽である。それゆえ、そうであることをそうであるということ、そしてそうでないことをそうでないということは真である」。 
対応説の古典的な例は、中世のトマス・アクィナスによって示された命題「真理は事物と知性の一致である」（ラテン語: ”Varitas est adaequatio rei et intellectus"）にみることができる。。アクィナスは、この命題にある見方を、9世紀の新プラトン主義者であったイサーク・ベン・ソロモン・イスラエリによるものであるとした。 
初期近代のほとんどの思想家は、明示的にであれ暗示的にであれ、対応説をとっていた。ルネ・デカルト、バールーフ・デ・スピノザ、ジョン・ロック、ゴットフリート・ライプニッツ、デビッド・ヒュームそしてイマニュエル・カントなどがこれに含まれる（しかし、スピノザとカントは、真理の整合説の擁護者としても解釈されている）。トマス・リードもまた真理の対応説をとっていたとみられる。 
現代の大陸哲学では、エドムント・フッサールが対応説を擁護した。現代の分析哲学では、バートランド・ラッセル、ルートヴィヒ・ウィトゲンシュタイン、J・L・オースティン、そしてカール・ポパーが対応説を擁護した。 

## 下位分類

### 一致としての対応
バートランド・ラッセルとルートヴィヒ・ウィトゲンシュタインは、ある命題が真であるためには、世界の事態と構造的な同型性を有していなければならないということを、それぞれ異なる方法で示した。例えば、「猫が絨毯の上にいる」という命題が真であるのは、世界にある猫がいてある絨毯があり、その猫が絨毯と上にいるという仕方で関係している場合でありその場合のみである。３つの要素（猫、絨毯、そしてそれらの間の関係：それぞれ主語、目的語そして命題の動詞に対応する）のうちどれか一つでも欠けている場合、その命題は偽である。しかしながら、ある命題はこの方法に難題を与える。一例として、「まがいものの」「疑わしい」「ニセの」などといった形容詞は、名詞によって意味されるものを制約する通常の単純な意味を持たない。すなわち、「背の高い弁護士」は弁護士の一種だが、「弁護士かどうか疑わしい人」は弁護士の一種ではないかもしれない。 

### 相関としての対応
ジョン・L・オースティン、真なる命題と命題を真なるものにする事態の間に構造的な合同性がある必要はないということをと理論化した。必要となるのは、命題が表現される言語の意味が、命題が事態とのあいだで全体と全体において相関しているようなものであることだけでなる。オースティンにとって偽の命題とは、存在しない事態と言語によって相関している命題である。 

## 批判
真理の対応説は成功しているのは現実世界が私たちにとって到達可能である場合だけである。素朴実在論者は、私たちはあるがままの対象を直接知ることができるとしている。素朴実在論は、真理の対応説を問題なく採用することができる。これに対して、厳密な観念論者は本物の対象などというものは存在しないと考える。こうした論者によれば、真理の対応説は想像上の漠然とした実体に訴えかけていて、誤りである。ほかの立場は、私たちは直接知ることはできない現実世界の対象に対して何らかの種類の知覚を有しているという信念を支持している。しかし、そのような間接的な知覚それ自体が心における観念であるから、真理の対応説は世界についての観念と真理の間の対応になっている。その場合、それは対応説ではなく整合説である。

### 曖昧さまたは循環
こうした批判への応答として真理の対応説の擁護者がとりうるのは、世界についての対応説と矛盾しない見解を提示することである。もし提示しないのであれば議論は曖昧になり、もし提示するのであれば議論は循環する。真理の対応説の擁護者が世界に関する理論を提示しないのであれば、真理の対応説は真理に関する理論として使用できないか理解することすらできないものになる。この場合、真理とは漠然とした、把握できない世界との対応である。どのようにして真理とされる命題が、対応の程度によって判断するべき世界よりも確からしいのかを知ることはできない。他方で、もし対応説の支持者が世界についての理論を提示するのであれば、その理論は何らかの存在論的もしくは科学的な理論にそって提示されるので、その存在論的もしくは科学的な理論自体が正当化を必要とする。しかし、世界についての理論が真であることを示すために対応説の支持者が取りうる唯一の方法は、現実世界との対応である。したがって、議論は循環している。